# چایکا (باشقیرستان)
چایکا (انگلیسی: Chayka, Republic of Bashkortostan) یک شهرک در شهرستان میاکینسکی استان باشقیرستان کشور روسیه است.